# リトルツインズ
リトルツインズ（Little Twins）は、リトルツインズ・プロジェクト製作のアニメ作品。リトルツインズ・プロジェクトとは、ヒーロー・コミュニケーションズ、バンダイ（92年10月以降はバンダイビジュアル。現・バンダイナムコフィルムワークス）、東映動画、ケイエスエスの4社からなる製作委員会。
コロックル島に住む小人たちの生活を描いた作品で、チフル（妹）とタフル（兄）の双子の小人が主人公。

## 概要
まず、1992年7月23日にOVAとして発売された。当時のOVAは制作スタッフを売りにすることが多かったが、この作品は、『とんがり帽子のメモル』の美術担当である土田勇の作品というのが宣伝文句になっていた。メモル同様、メインキャラクターが小人である。OVAは夏・冬・春・秋と4部構成で、各部が3巻の計12巻。翌1993年まで掛けて発売された。どれも一話完結形式になっている。
また、1992年6月には「夏休みマンガまつり」の一作として劇場版アニメ『リトルツインズ ぼくらの夏が飛んでいく』が全国松竹洋画系にて公開された。同時上映は『花の魔法使いマリーベル フェニックスのかぎ』、『楽しいムーミン一家 ムーミン谷の彗星』で、3本立てだった。
1993年9月〜12月に、テレビ東京系で月曜18時からテレビアニメとして放送されるが、これは、それまでに発表されたOVAと劇場版の計13話をテレビアニメとして再構成して放送したものである。OVAの発売順序は季節の移り変わりの順になっていなかったので、これを時系列順に並べ替えて話数を振り直している。このテレビ版は1997年にNHK BS2でも再放送された。
アニメ以外では、「リトルツインズものがたり」というシリーズ名で、土田勇による絵本がフレーベル館より発売された。『みちくさのてんさい』『こわれたカヤのす』『きえたあしあと』『ちいさなまいご』の4冊で、これもそれぞれ4つの季節のお話となっている。この他、アニメ版絵本13冊（アニメ各話に対応）もある。
また、C・W・ニコルによる朗読CDや、チフルとタフルのキャラクター商品もいくつか発売された。

## キャスト
主役2人の声優は共に当時12歳だった。
- チフル（坂本真綾）
- タフル（増田裕生）
- トッテム（石丸博也）
- ミチル（一城みゆ希）
- チタム（宮川洋一）
- ハラ（麻生美代子）

## スタッフ
- 企画：末吉博彦(ヒーロー・コミュニケーションズ)、村上克司(バンダイ)、江藤昌治(東映動画)
- 原作・総監督：土田勇
- チーフプロデューサー：矢吹公郎
- プロデューサー：草野啓二(ヒーロー・コミュニケーションズ)、高梨実(バンダイ)、笠井由勝、庄野ひろみ(東映動画)
- 脚本：武上純希
- チーフディレクター：平田敏夫
- キャラクターデザイン・総作画監督：小松原一男
- 作画監督：才田俊次
- 美術監督：門野真理子
- 撮影監督：玉川芳行
- 編集：瀬山武司
- 音楽：マシュー・モース
- 演出・絵コンテ：森脇真琴　他
- 演出助手：小村敏明 他
- 作画：小村敏明、礼木幾夫　他
- 動画チェック：増渕順子
- 動画：オープロダクション(木田葉子、山中泉 他)、アニメToro Toro(長谷部あつし、矢野守彦 他)
- 動画：西戸スミ江、スタジオジブリ、スタジオたくらんけ、スタジオMIKE 他
- 色指定：片山由美子、西表美智代
- 特殊効果：榊原豊彦
- オープニング・エンディングアニメーション：なかむらたかし
- 仕上：ライトフット、エムアイ(前内光一、原田幸子、葛見智子、飯島理恵 他)
- 背景：長縄恭子
- 撮影：ティ・ニシムラ(藤倉直人、勝又雄一 他)
- 編集助手：足立浩
- 音楽製作：ヒーロー・コミュニケーションズ
- 音響制作・録音スタジオ：D・S・Dゆりーか
- 録音：内藤幸恵
- 音響効果：森賢一
- 録音助手：林毅史
- 選曲：オーディオタナカ
- 現像：東映化工
- タイトル：マキ・プロ
- 制作デスク：大橋浩一郎
- 制作進行：馬場健
- 制作担当：浅利義美、山口克巳
- 制作協力：トライアングルスタッフ、オープロダクション
- 製作・著作：リトルツインズ・プロジェクト1992

## サブタイトル
以下に挙げるのはテレビ版の放送順序。第7話が劇場版由来の話で、その他がOVA由来の話。全13話。
1. 森の神様 フォーラボー
2. 風の吹く日の侵入者
3. なんて素敵なプレゼント
4. 飛べ! グルー
5. 祭の夜 オスカが呼ぶ
6. 湖が吠えた日
7. ぼくらの夏が飛んでいく
8. 笛の音は秋風にのって…
9. フェアリーリングの真ん中で
10. 感謝祭の夜のできごと…
11. オスカが家にやって来た
12. 明日 天気になあれ…
13. 旅立ち

## ネット局
- テレビせとうち・テレビ東京(TXN)系列(同時ネット/1993年9月13日～12月6日まで、毎週月曜日18:00 - 18:29枠、全13回放送)[1]
- チューリップテレビ（1993年10月28日から1994年1月13日まで、木曜 16:27 - 16:55にて放送）[2]

## VHSビデオソフト
- レンタル版全6巻(1巻2話収録12話分)＋全1巻(劇場版)およびセル版がバンダイビジュアルから発売された。ビデオソフトおよび映像ソフト化の権利はバンダイ(バンダイビジュアル→現.バンダイナムコアーツ)とケイエスエス(旧.鎌倉スーパーステーション)が共同保有。